# Gudem Kotha Veedhi
Gudem Kotha Veedhi là một mandal thuộc huyện Visakhapatnam, bang Andhra Pradesh.